# Torony, Vas
Torony  este un sat în districtul Szombathely, județul Vas, Ungaria, având o populație de 1.928 de locuitori (2011). 

## Demografie
Componența etnică a satului Torony
     Maghiari (92,74%)
     Romi (2,78%)
     Germani (2,4%)
     Croați (1,7%)
     Necunoscut (0,38%)
     Alții (0,38%)
Componența confesională a satului Torony
     Fără religie (7,57%)
     Reformați (1,35%)
     Atei (1,19%)
     Necunoscută (88,9%)
     Luterani (0,99%)
     Alte religii (1,5%)
Conform recensământului din 2011, satul Torony avea 1.928 de locuitori. Din punct de vedere etnic, majoritatea locuitorilor (92,74%) erau maghiari, existând și minorități de romi (2,78%), germani (2,4%) și croați (1,7%). Apartenența etnică nu este cunoscută în cazul a 0,38% din locuitori. Nu există o religie majoritară, locuitorii fiind persoane fără religie (7,57%), reformați (1,35%) și atei (1,19%). Pentru 88,9% din locuitori nu este cunoscută apartenența confesională.